# Baccalauréat professionnel - Procédés de la chimie
Pour un article plus général, voir Baccalauréat professionnel.
 (mars 2010).
Si vous disposez d'ouvrages ou d'articles de référence ou si vous connaissez des sites web de qualité traitant du thème abordé ici, merci de compléter l'article en donnant les références utiles à sa vérifiabilité et en les liant à la section « Notes et références ».
Le baccalauréat professionnel industries des procédés est un diplôme dont le titulaire est un opérateur qui peut effectuer les manœuvres de démarrage et d’arrêt des installations, de transfert de matières premières, des produits de réaction ou des fluides. 
Sa mission est la surveillance rapprochée de la production et il veille la sécurité des installations. Il relève les paramètres de fonctionnement des installations (température, pression, débit, etc.). Il prélève également des échantillons, dont il peut faire un premier examen avant de les porter au laboratoire. 
Il peut intervenir dans différents secteurs Industriels :
- Industrie chimique
- Pétrochimie
- Chimie fine
- Industrie du médicament
- Agroalimentaire
- Environnement (traitement des déchets et de l’eau)
- Fabrication des matériaux (cimenterie, matériaux spécifiques, etc.)